# سولنيزماب
سولنيزماب (بالإنجليزية: Solanezumab)‏ (إ.ن.ن، LY2062430) هو جسم مضاد أحادي النسيلة يتم البحث فيه بواسطة شركة إيلي ليلي لاستخدامه كحامي عصبي للمرضى بالمصابين بمرض آلزهايمر. جلب العقار في البداية تغطية إعلامية كبيرة تعلن على أنه فتح علمي، لكنه فشل في إظهار تأثيرات واعدة في المرحلة 3 من التجارب السريرية.

## استعمال طبي
استخدم سولنيزماب بشكل آمن في توليفة مع علاجات مرض آلزهايمر أخرى مرخصة مثل: مثبطات إستيراز الأسيتيل كولين أو ميمانتين في تجارب سريرية.
إلى جانب مرض الآلزهايمر، توجد أمراض أخرى يسببها بيتا النشواني، يمكن استخدام سولنيزماب فيها مثل: متلازمة داون والاعتلال الوعائي النشواني المخي.لكن استخدامه فيهما لم تتم دراسته بعد.

## تأثيرات سلبية
لم يتم الكشف عن أي مخاوف تتعلق بالسلامة في أي من الدراسات التي أجريت. عانى بعض المرضى من ردات فعل التناول التي زالت من تلقاء نفسها. التأثيرات السلبية الأخرى التي حدثت: الصداع أو التورم الدموي لم يتم اعتبارها ذات صلة بالعلاج.
سببت بعض الأجسام المضادةِ المضادةُ لبيتا النشواني شذوذات التصوير المتعلقة بالنشواني، وهو الأمر الذي لم يحدث بالنسبة لسولنيزماب.